# 鈴木正裕
鈴木 正裕（すずき まさひろ、1932年1月31日 - 2019年3月6日）は、日本の法学者。専門は民事訴訟法。学位は、博士（法学）（京都大学・論文博士・2017年）（学位論文『近代民事訴訟法史・オーストリア』）。神戸大学名誉教授。第10代神戸大学学長。神戸大学退官後は弁護士登録（大阪弁護士会所属）。位階は従三位。2008年瑞宝重光章受章。

## 来歴
現在の大阪府東大阪市に生まれる。
大阪府立住吉高等学校から京都大学法学部に進学し、在学中の1954年に司法試験に合格した。1955年に卒業、同大学院法学研究科に進み、1957年修士課程を修了した。
1960年、京都大学大学院法学研究科博士課程単位取得退学、神戸大学法学部講師、同助教授（1962年）を経て 1970年に神戸大学法学部教授、1986年同法学部学部長、1991年第10代神戸大学学長に就任。1995年の退任直前に阪神・淡路大震災に遭遇し、1月19日の評議会では予定していた退任挨拶を読むことを取りやめ、後日公表した。
この間、学外では司法試験考査委員（1974年 - 1979年、1982年 - 1984年）法制審議会民事訴訟法部会委員（1985年 - 1999年）、民事訴訟法学会理事長（1986年 - 1989年）といった役職も歴任した。
1995年に神戸大学を退官して名誉教授となるとともに、大阪弁護士会で弁護士登録する。
1996年より 甲南大学教授に就任する（2002年まで）。また同年より1999年まで法制審議会破産法部会委員も務めた。
2017年、京都大学より博士（法学）の学位を取得。
2019年3月6日、骨髄異形成症候群のため大阪市の病院で死去。没後、政府より従三位に叙された

## 人物・学風
ドイツ民事訴訟法にも造詣が深かった。晩年に至っても研究意欲は衰えず、2016年に出版した『近代民事訴訟法史・オーストリア』で、2017年に京都大学より博士の学位を取得。
中田淳一（京都大学教授）に師事。同年代の同門に、谷口安平（京都大学名誉教授）、井上正三（九州大学名誉教授。井上治典と共に「手続保障の第三の波」論で有名）がおり、当時、三羽烏と呼ばれることもあった。同じく民事訴訟法学者の新堂幸司（東京大学名誉教授）とは同学年にあたる。そのほか、最高裁判事も務めた奥田昌道（京都大学名誉教授）とは学部時代の同級生である。

## 主著
- 『近代民事訴訟法史・日本』有斐閣
- 『近代民事訴訟法史・日本2』有斐閣
- 『近代民事訴訟法史・ドイツ』信山社、2011年
- 『近代民事訴訟法史・オーストリア』信山社、2016年
- 『新民事訴訟法講義』有斐閣、第3版、2018年（中野貞一郎、松浦馨との共編著）
- 『注釈民事訴訟法（全9巻）』有斐閣（共編著）
- 『民事保全講座（全3巻）』法律文化社（中野貞一郎、原井龍一郎との共編著）
- そのほか、論文集にまとめていない数多くの研究論文がある。

## 栄典
- 瑞宝重光章：2008年